# Římskokatolická farnost Libochovany
Římskokatolická farnost Libochovany (německy Libochowan) je církevní správní jednotka sdružující římské katolíky na území obce Libochovany a v jejím okolí. Organizačně spadá do litoměřického vikariátu, který je jedním z 10 vikariátů litoměřické diecéze. Centrem farnosti je kostel Narození Panny Marie v Libochovanech. Významnou roli v životě farnosti hraje také filiální kostel svatého Mikuláše ve Velkých Žernosekách, kde se konají pravidelné nedělní bohoslužby.

## Historie farnosti
Nejstarší písemný doklad o farní lokalitě Libochovany pochází z roku 1057, kdy ji měla v duchovní správě litoměřická kapitula, jak je zaznamenáno v tzv. Zakládací listině kapituly.
Matriky libochovanské farnosti byly vedeny od roku 1671. Fara existovala již od roku 1861 a duchovně ji spravoval R.D. Franz Pohnert. Kanonicky byla fara obnovena v roce 1864. Před rokem 1864 patřilo území farnosti do duchovní správy farnosti Prackovice nad Labem.

### Duchovní správcové vedoucí farnost
Začátek působnosti jmenovaného v duchovní správě farnosti od roku:
- 1857 Franz Pohnert, (latinsky) coop.,[p 2] nar. 7. 11. 1819 Tuschmicens, o. 25. 7. 1844
- 1864 chybí katalog
- 1865 Franz Pohnert, (latinsky) protopar.,[p 3] nar. 7. 11. 1819 Tuschmicens, o. 25. 7. 1844
- 1881 Josef Hille, (latinsky) par. vacat, admin.[p 4]
- 1882 Josef Jireš, nar. 13. 2. 1844 Jivina, o. 20. 7. 1869,
- 1888 Joann. Reinwarth, nar. 9. 1. 1857 Spitzberg, o. 20. 7. 1880
- 1891 Josef Havel, nar. 1. 4. 1860 Michovka, o. 17. 5. 1885, † 30. 1. 1898
- 1899 Franc. Dražil, nar. 21. 10. 1870 Újezd, o. 17. 6. 1894
- 1910 Anton. Marschner, (latinsky) par. vacat, admin. inter.[p 4]
- 1911 Josef Vítek, nar. 23. 12. 1870 Boseň, o. 5. 7. 1896
- 1920 Henr. Franz, nar. 24. 4. 1892 Studánka, o. 11. 7. 1915
- 1. 10. 1946 Josef František Max. Hille
- 1. 1. 1949 Hermann Schmid
- 1. 11. 1954 Jan Václav Černín
- 25. 2. 1959 František Kubát
- 5. 3. 1959 Václav Černý
- 15. 8. 1959 František Kubát
- 1. 9. 1977 Jozef Piroh
- 1. 4. 1979 Jan Křepinský
- 1. 2. 1988 Antonín Sporer
- 1. 7. 1988 Oldřich Kolář
- 1. 2. 1990 Jaroslav Stříž, admin. exc. z Křešic
- 1. 2. 2013 Martin Davídek, admin.
- 1. 1. 2018 Józef Szeliga, admin. exc. z Litoměřic[5]

### Galerie duchovních správců

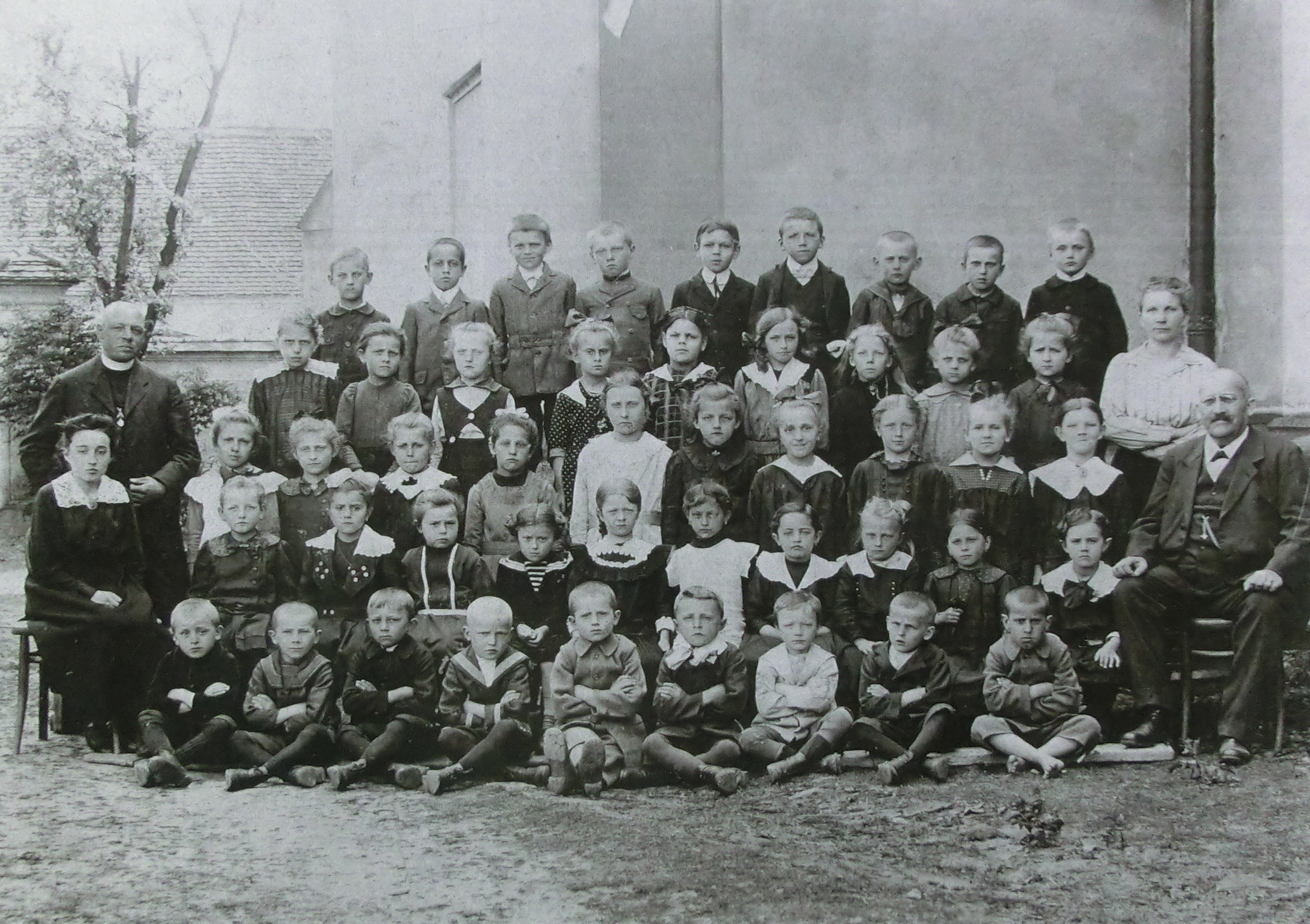
Školní rok 1917–1918 v libochovanské škole (farář Josef Vítek)
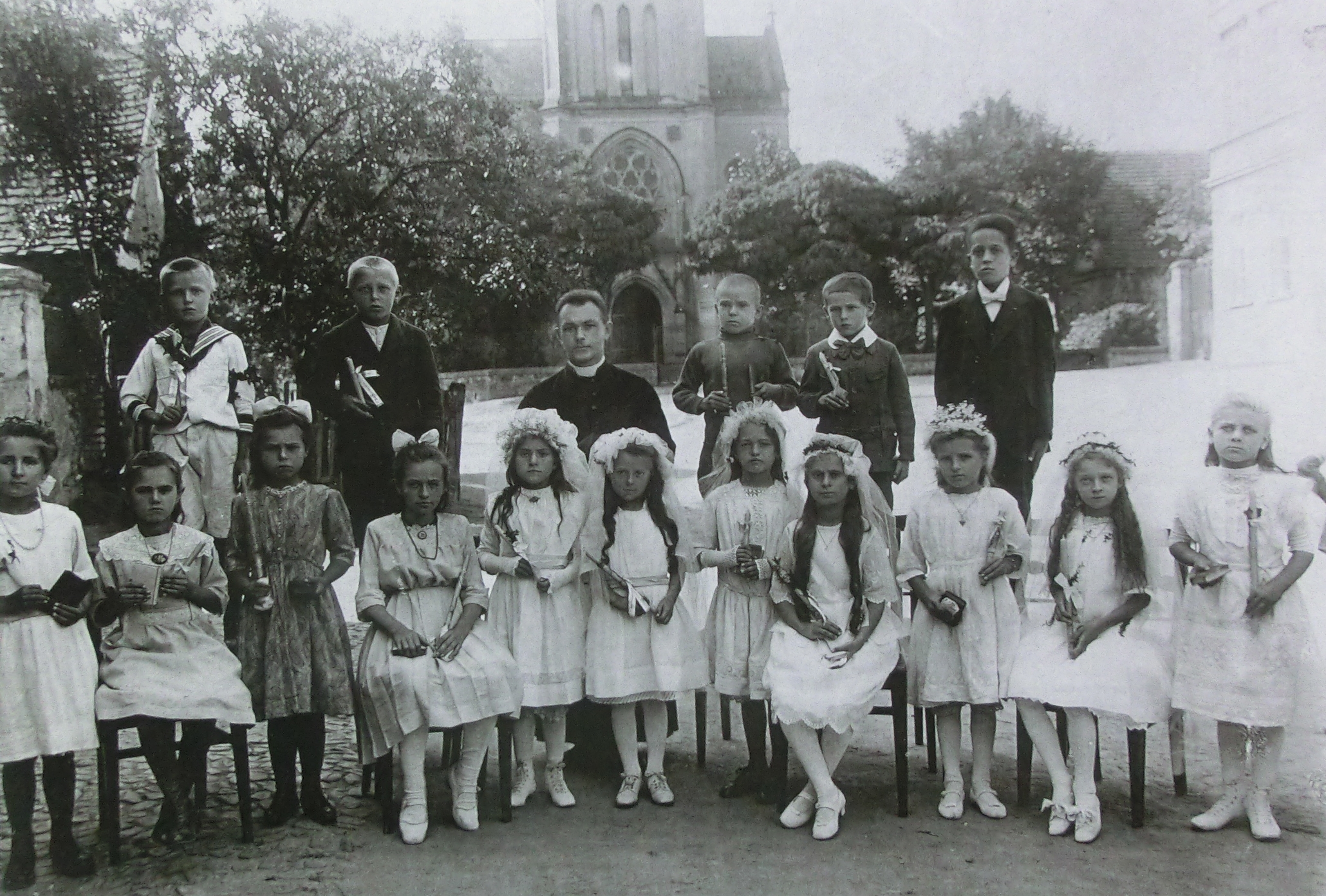
První svaté přijímání v roce 1922 v Libochovanech (farář Henr. Franz)
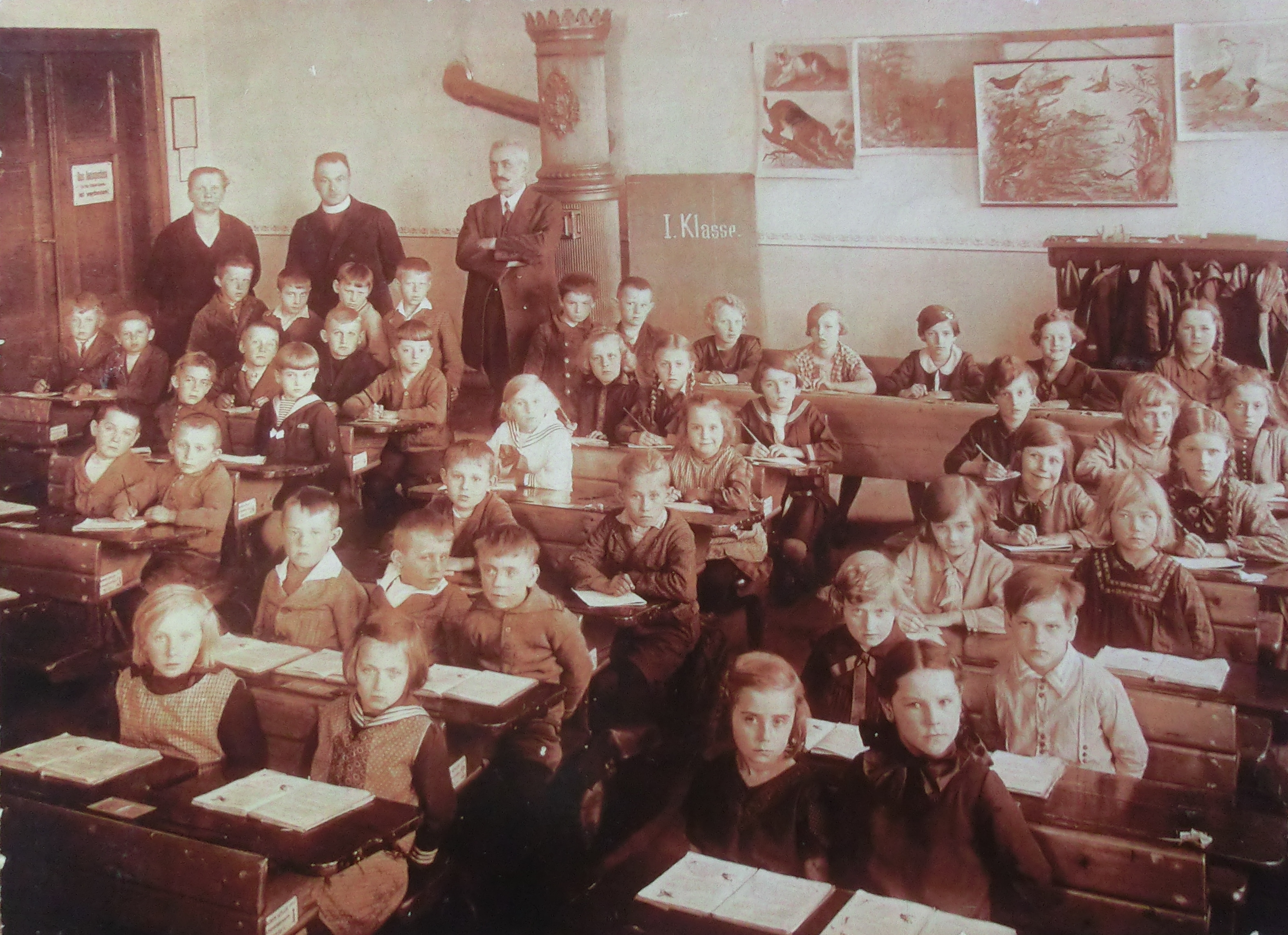
Školní rok 1929 v Libochovanech (farář Henr. Franz)
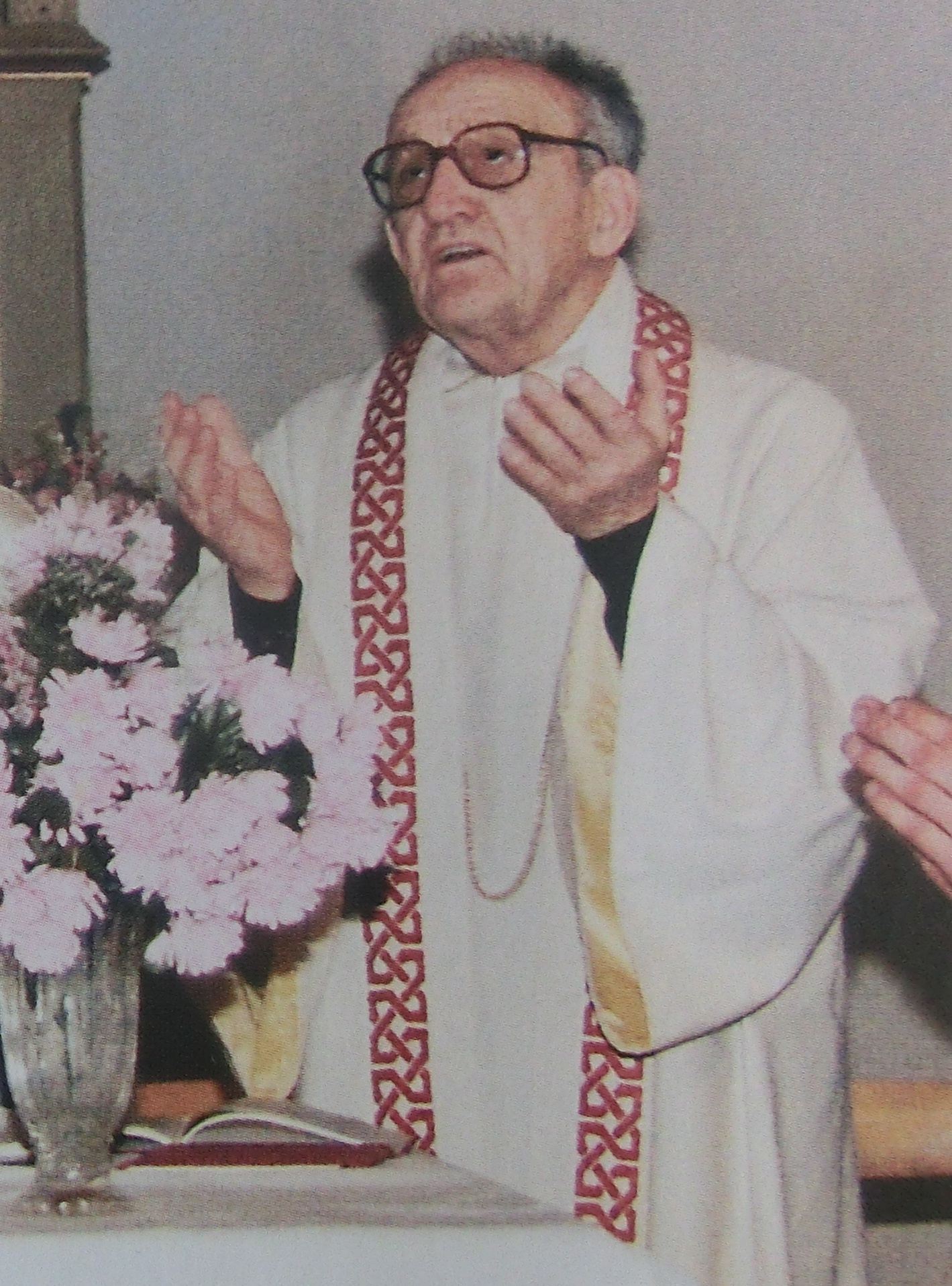
Herman Schmid (1949–1953)
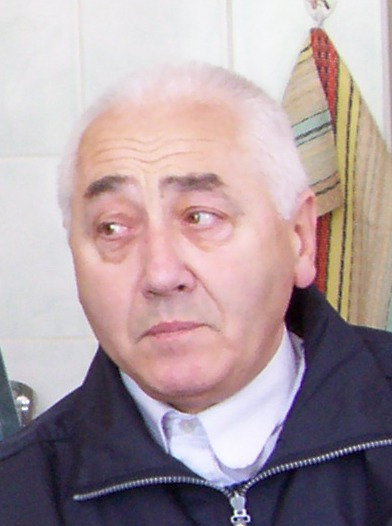
Jozef Piroh (1977–1979)
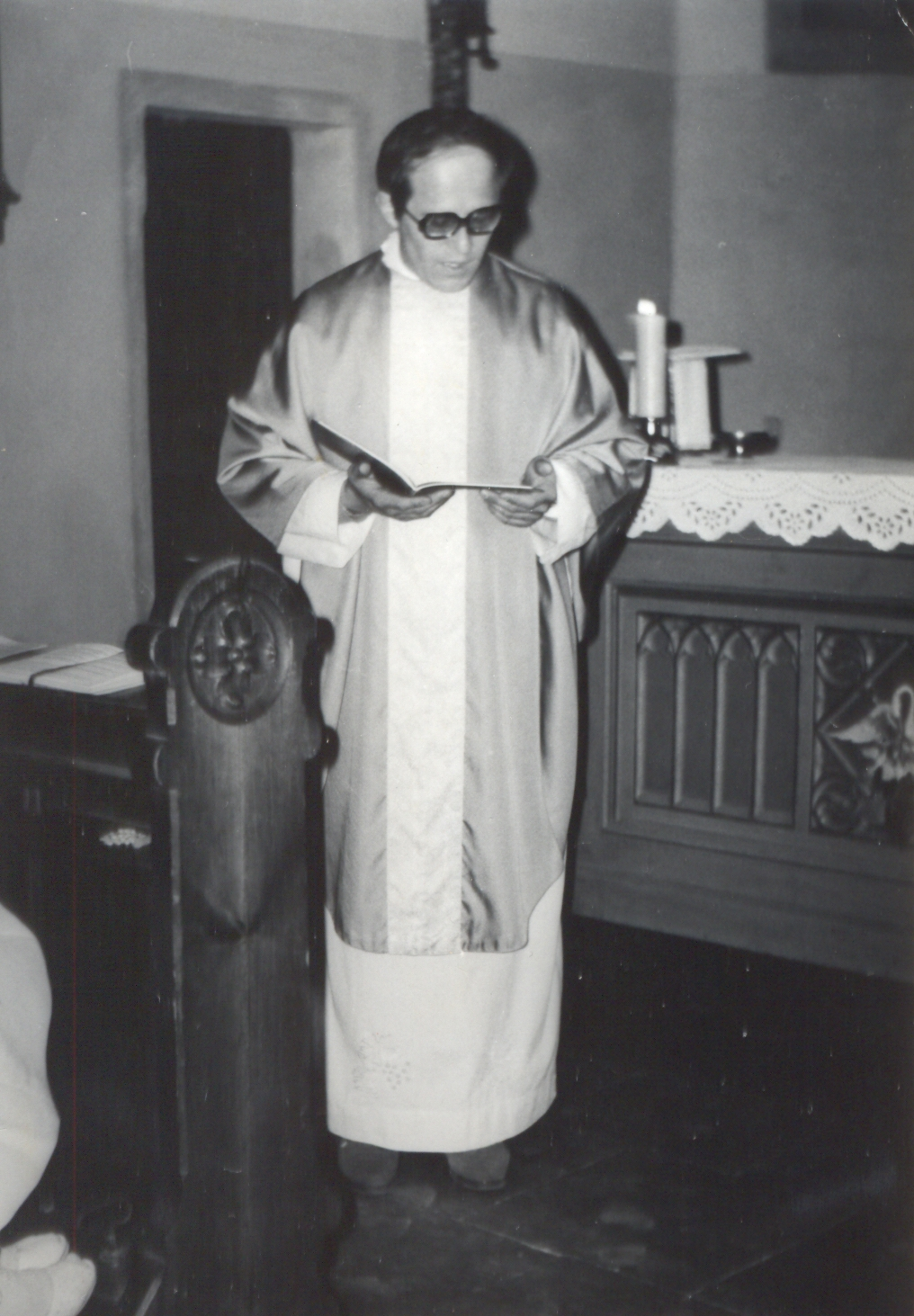
Jan Křepinský, Velké Žernoseky (mezi lety 1979-1988)

## Území farnosti
Do farnosti náleží území těchto obcí:
- Libochovany (Libochowan[p 5])
- Hrádek
- Píšťany (Pistian[p 5])
- Řepnice (Repnitz[p 5])
- Velké Žernoseky (Gross Czernosek[p 5])

## Římskokatolické sakrální stavby na území farnosti
| | Fotografie | Stavba                       | Místo           | Bohoslužby                      | Zeměpisné souřadnice            | Status                  | Číslo kulturní památky           |
| Kostely | Kostely    | Kostely                      | Kostely         | Kostely                         | Kostely                         | Kostely                 | Kostely                          |
| --- | ---------- | ---------------------------- | --------------- | ------------------------------- | ------------------------------- | ----------------------- | -------------------------------- |
| 1. |            | Kostel Narození Panny Marie  | Libochovany     | bližší informace o bohoslužbách | 50°33′59″ s. š., 14°2′21″ v. d. | farní kostel            | 101438 (Pk•MIS•Sez•Obr•WD)       |
| 2. |            | Kostel svatého Mikuláše      | Velké Žernoseky | bližší informace o bohoslužbách | 50°32′23″ s. š., 14°3′50″ v. d. | filiální kostel         | 43591/5-2428 (Pk•MIS•Sez•Obr•WD) |
| Kaple |            |                              |                 |                                 |                                 |                         |                                  |
| 3. |            | Kaple Navštívení Panny Marie | Hrádek          | bližší informace o bohoslužbách | 50°33′13″ s. š., 14°3′25″ v. d. | obecní kaple            | —                                |
| 4. |            | Kaple                        | Velké Žernoseky | bohoslužby příležitostně        | 50°32′11″ s. š., 14°3′57″ v. d. | obecní výklenková kaple | —                                |
| Některé drobné sakrální stavby a pamětihodnosti lze dohledat zde v databázi Drobné sakrální památky Zaniklé sakrální stavby lze dohledat zde v databázi Poškozené a zničené kostely, kaple a synagogy v České republice |            |                              |                 |                                 |                                 |                         |                                  |

Ve farnosti se mohou nacházet i další drobné sakrální stavby, místa římskokatolického kultu a pamětihodnosti, které neobsahuje tato tabulka.

## Galerie

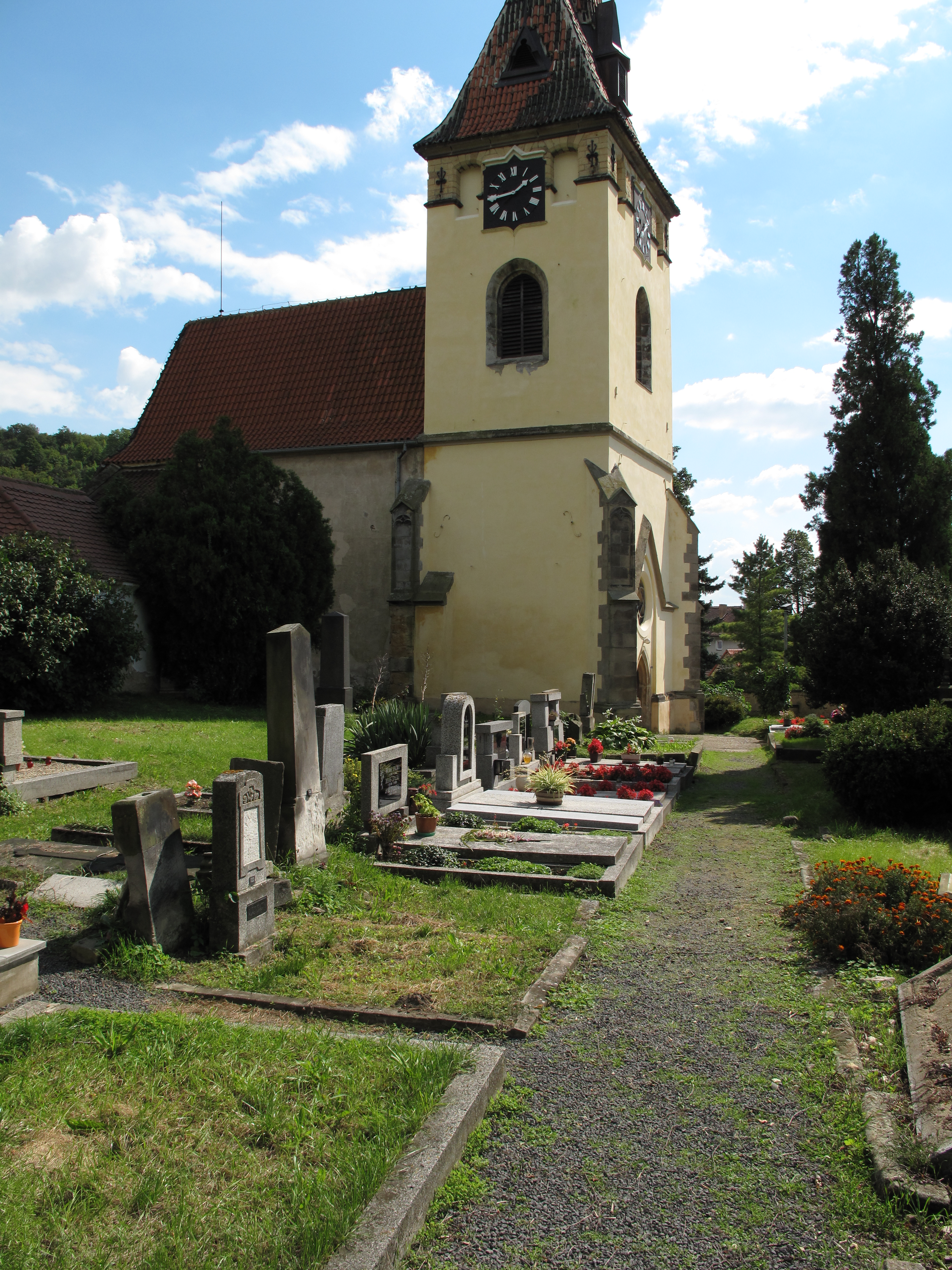
Kostel sv. Mikuláše ve Velkých Žernosekách (pohled od severu)
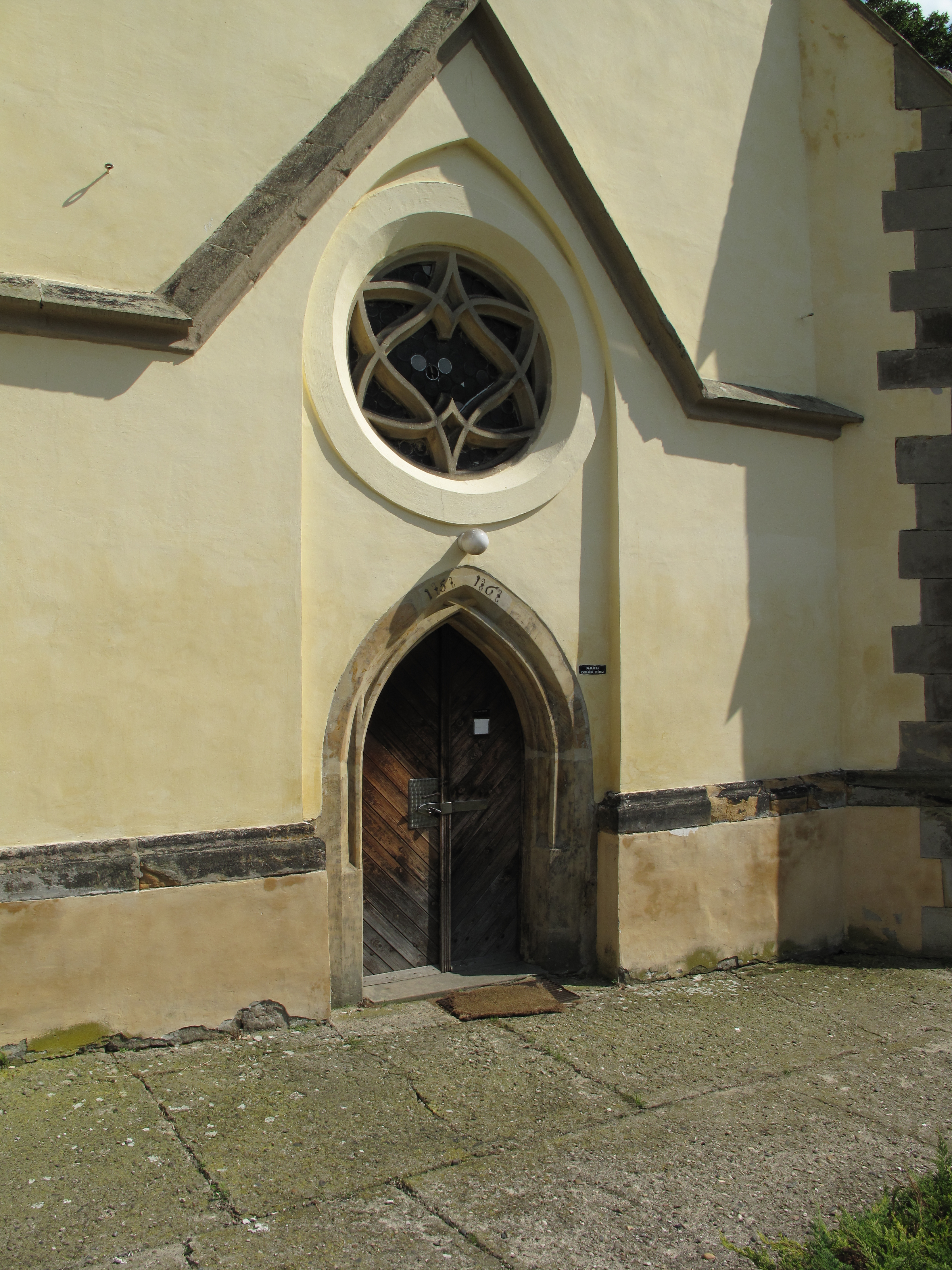
Gotický vstupní portál kostela sv. Mikuláše ve Velkých Žernosekách
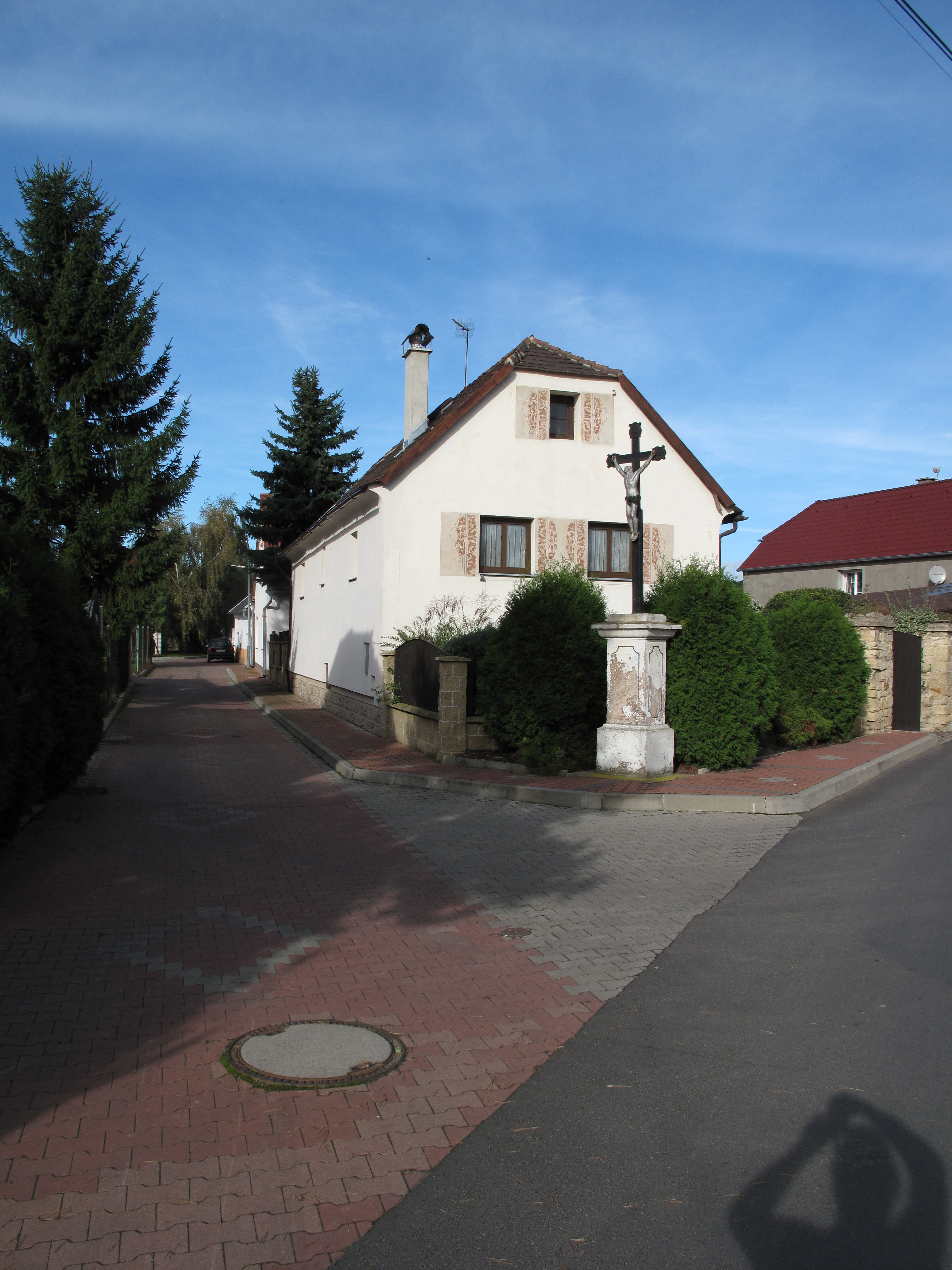
Boží muka v Píšťanech